# شاهزاده پری دریایی: آغاز
شاهزاده پری دریایی: آغاز (کره‌ای: 인어왕자:더 비기닝) مجموعه تلویزیونی درام است که بر اساس داستان پری دریایی کوچولو ساخته و از شبکۀ لایف‌تایم کره پخش شد.

## شخصیت‌ها
- مون‌بین در نقش چوی وو-هیوک
- چه وون-بین در نقش جو آه-را
- مون سانگ-مین در نقش جو آه-سو
- یو نا-گیول در نقش اوه یون-یونگ
- جونگ بو-مین در نقش ما لی-یا
- کیم هی-یونگ در نقش یون گون-ای
- یون سو-بین در نقش یون جه-بوم